# 帕納大師的魔幻冒險
《帕納大師的魔幻冒險》（英語：The Imaginarium of Doctor Parnassus），英國導演泰瑞·吉連執導的奇幻電影。故事敘述一個流動演出的劇團的負責人帕納大師（Doctor Parnassus），在1000年前與魔鬼交易以換取永恆的生命，並且為了得到心愛的女人而答應魔鬼在他第一個小孩滿16歲時把小孩送給魔鬼，然而就在帕納大師的女兒華倫婷娜（Valentina）接近16歲時，適逢神秘人物東尼（Tony）的出現，帕納大師為了保住女兒，又開始了與魔鬼的另一場賭注。
這部電影是希斯·萊傑生前尚未拍攝完成的遺作，後由強尼·戴普、裘德·洛、柯林·法洛合力接演完成。

## 外部連結
- 互联网电影数据库（IMDb）上《帕納大師的魔幻冒險》的资料（英文）
- AllMovie上《帕納大師的魔幻冒險》的资料（英文）
- Box Office Mojo上《帕納大師的魔幻冒險》的資料（英文）
- 爛番茄上《帕納大師的魔幻冒險》的資料（英文）
- Metacritic上《帕納大師的魔幻冒險》的資料（英文）